# Mètode Escolta
El mètode escolta és una forma d'educació utilitzat en el Moviment escolta. L'objectiu de l'escoltisme és contribuir en l'educació d'infants i joves per a ser independents i útils i així esdevenir "ciutadans sans, feliços i útils".
El mètode escolta utilitza el lleure per generar reptes que un escolta aprèn a resoldre per si mateix. A través de la formació i l'exemple, als escoltes se'ls ensenya la independència, el lideratge, a d'aprendre per si mateixos i un codi ètic amb valors positius. Segons el fundador, Robert Baden-Powell, el mètode escolta funciona de manera natural i inconscient: de manera natural de la manera que segueix els impulsos naturals de l'escolta, i inconscientment perquè l'escolta no és conscient de l'educació.
Les activitats i els jocs ofereixen una manera divertida de desenvolupar habilitats i proporcionar contacte amb la natura i l'entorn quan es persegueix a l'aire lliure. Els escoltes aprenen en grups reduïts a construir unitat i un ambient familiar. Desenvolupant les característiques de responsabilitat, autosuficiència, autoconfiança i preparació, els escoltes eventualment aprenen habilitats de col·laboració i lideratge. Un programa atractiu d'activitats variades amplia els horitzons de l'escolta i l'uneix encara més al grup.
El Mètode Escolta ha estat adaptat per diferents associacions i organitzacions Escoltes arreu del món per adequar-lo a les realitats culturals i socials úniques de cada país on s'aplica. A més a més, cada agrupament escolta també pot adaptar el mètode a la realitat del seus grups de d'infants i joves, ja que la importància recau en que l'infant o el jove sigui el centre del procés educatiu.
A Catalunya, tant Escoltes Catalans, Minyons Escoltes i Guies de Catalunya, com Acció Escolta de Catalunya tenen la seva pròpia interpretació del mètode. A més, Escoltes Catalans desenvolupa el mètode per a cadascuna de les franges d'edat, les branques. Follets (de 6 a 8 anys), Llops (de 9 a 11 anys), Raiers (de 12 a 14 anys), Pioners (de 15 a 17 anys) i clan (18 anys).

## Organització Mundial del Moviment Escolta

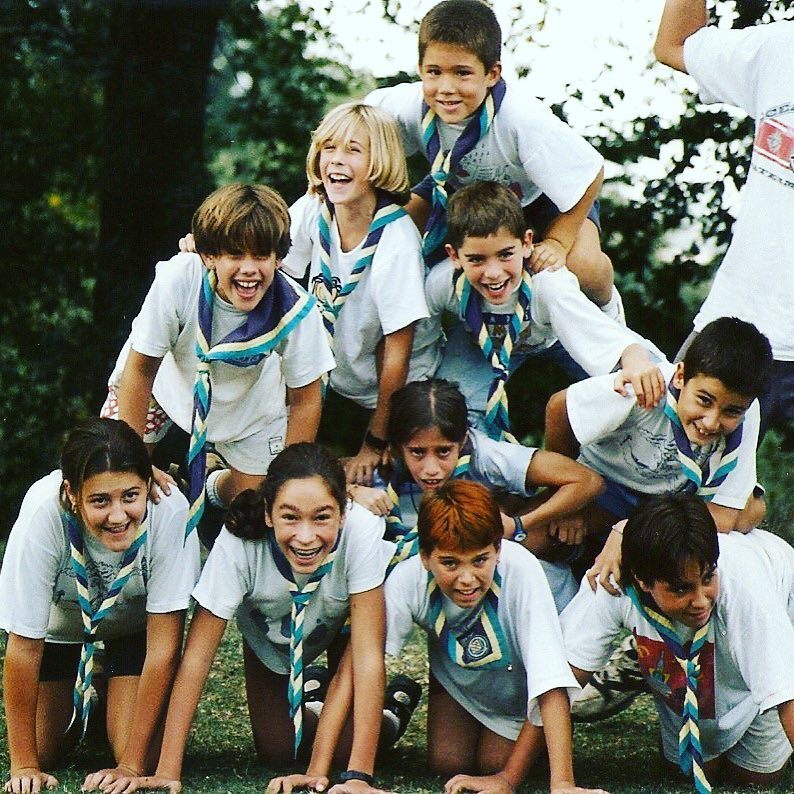
Grup d'infants i joves d'Escoltes Catalans

La definició del mètode escolta de l'Organització Mundial del Moviment Escolta (WOSM) ha canviat al llarg dels anys. Durant la dècada de 1980 està composta de quatre elements: la Llei Escolta i la Promesa Escolta, l'aprendre fent, el desenvolupament de grups reduïts i un programa progressiu i atractiu de diferents activitats i jocs. Això va canviar a la dècada de 1990 quan WOSM va reformular el mètode en set elements. A la 41a Conferència Mundial de l'Escoltisme del 2017, es va afegir un vuitè element, la "implicació de la comunitat".
L'Associació Mundial de Noies Guies i Escoltes utilitza un mètode molt similar.

### Llei i promesa
La llei escolta és un codi personal de vida, un conjunt de valors, que cadascú interpreta i utilitza per guiar la manera com cada escolta viu la seva vida. Amb la promesa escolta, un escolta està compromès per fer tot el possible per seguir la llei escolta. A Catalunya, les tres associacions escoltes, Escoltes Catalans, Minyons Escoltes i Guies i Acció Escolta han adaptat la llei a la seva manera d'interpretar la realitat catalana.
La Promesa és una declaració solemne que fa un Escolta davant dels altres membres del seu agrupament. A Escoltes Catalans, no existeix com a tal la cerimònia de la promesa i és entès com un acte voluntari i personal de compromís amb si mateix o amb el grup.

### Aprendre fent
L'"Aprendre fent" és una de les bases fonamentals de l'Escoltisme, que es basa en l'aprenentatge a través de l'experiència pràctica i vivencial. Aquesta metodologia educativa es fonamenta en el fet que els joves aprenen millor quan tenen una experiència real i significativa, en comptes de simplement llegir o escoltar informació.
En l'Escoltisme, això es tradueix en la participació activa dels joves en les activitats i tasques que ells mateixos planifiquen i organitzen amb l'acompanyament i orientació dels adults. Els joves tenen l'oportunitat de prendre decisions, experimentar diferents rols i responsabilitats, i aprendre de les seves pròpies accions i errors.
A través de l'"Aprendre fent", els joves desenvolupen les seves habilitats i competències de manera progressiva, en funció dels diferents reptes que se'ls presenten. Això els ajuda a créixer com a persones, a guanyar confiança i autoestima, i a adquirir les habilitats que necessiten per afrontar les situacions de la vida quotidiana.

### Sistema d'equips
El "Sistema de d'equips" és una metodologia educativa utilitzada en l'Escoltisme, que es basa en el treball en equip i la col·laboració entre joves, així com en la divisió de les activitats i tasques en grups més petits. Aquesta metodologia busca fomentar la responsabilitat i l'autonomia dels joves, donant-los la possibilitat de prendre decisions i dirigir les seves pròpies activitats, sempre sota l'acompanyament d'un adult. Els joves poden anar rotant en el lideratge d'aquests equips, i així aprendre diferents rols i responsabilitats en el procés.
L’agrupament es divideix per etapes educatives que s'anomenen branques. El Sistema de l'Equip és aplicable des de la branca més petita fins a la branca de Rovers/Clan, i també s'utilitza en altres programes educatius per a joves.
El treball en equip és una habilitat important per a la vida, i el Sistema de d'equips busca desenvolupar-la des de la joventut. A través de la col·laboració en equips, els infants i joves aprenen a compartir idees, a escoltar i respectar les opinions dels altres, a prendre decisions conjuntes i a resoldre problemes de forma eficaç. Així mateix, l'ús dels equips ajuda a garantir que totes les tasques i activitats estiguin ben planificades i organitzades, i que tothom tingui una oportunitat per participar i aprendre.
En definitiva, el Sistema de l'Equip és una eina educativa poderosa per a infants i joves, que els ajuda a desenvolupar les seves habilitats socials, emocionals i de lideratge, i a convertir-se en ciutadans actius i compromesos.

### Marc simbòlic
L'Escoltisme fa ús d'una sèrie de símbols per acompanyar la proposta educativa que, agrupats de forma coherent, configuren un marc simbòlic. El marc simbòlic és una eina que ens permet transmetre allò que volem explicar o treballar. Està format pels elements que faciliten els processos d’aprenentatge a infants i joves. Gràcies al marc simbòlic, la proposta que es presenta a infants i joves és una experiència plena, amb un marc de referència que, per si sol, els enriqueix, els estimula i els planteja reptes.
Els elements del marc simbòlic permeten explotar la capacitat imaginativa i creativa d’infants i joves, per tal de motivar el seu creixement personal en tots els seus àmbits, construir la seva identitat, estimular el respecte i la cohesió a dins del grup.
No s’ha de fer dogma dels símbols, les cerimònies o les tradicions. Els elements d’identificació no augmenten ni disminueixen la condició escolta de cap infant o jove. La realitat de l’Escoltisme català demostra que hi ha una interpretació plural i un ús divers dels elements del marc simbòlic.
Cada agrupament aporta tradicions i costums propis que enriqueixen els símbols que utilitzen, i que construeixen la identitat pròpia del cau. D’aquesta manera, cada unitat o agrupament és lliure d’incorporar nous elements al marc simbòlic en el seu dia a dia, així com de reinterpretar els que ja hi són presents. Cal remarcar que tots i cada un dels elements del marc simbòlic representen la proposta educativa de l’Escoltisme. Per tant, la seva utilització està sempre subjecta als objectius pedagògics de la unitat, l’agrupament, l’associació i del moviment.

### Progés personal
El "Progrés Personal" és un element clau del mètode escolta que té com a objectiu el desenvolupament integral dels infants i joves, és a dir tenint en compte totes les dimensions de la persona (intel·lectual, emocional, socials, física i espiritual). A través d'aquest progrés, els infants i joves poden adquirir habilitats i competències en diferents àmbits, com ara l'autonomia, la responsabilitat, la col·laboració, la creativitat i la resolució de problemes.
El Progrés Personal es basa en el concepte que cada jove té el seu propi ritme d'aprenentatge i desenvolupament, i per això, el moviment escolta ofereix un marc flexible i adaptatiu que permet als infants joves avançar en la seva progrés segons les seves pròpies necessitats i interessos. Així, el Progrés Personal ofereix als infants i joves un repte continu, i els ajuda a desenvolupar la seva autoestima, la confiança en si mateixos i la capacitat per prendre decisions.
El Progrés Personal es basa en un sistema d'etapes o nivells que els joves poden aconseguir a mesura que van adquirint noves habilitats i coneixements.

### Natura
La "Natura" és un element clau del mètode escolta que té com a objectiu connectar infants i joves amb el medi ambient i fomentar el seu amor i respecte per la natura. A través d'activitats a l'aire lliure, els infants i joves poden aprendre a valorar el medi ambient, a comprendre la seva importància i a desenvolupar un sentit de responsabilitat envers el planeta.
El medi ambient és un espai de joc i aprenentatge per als infants i joves escoltes, que poden gaudir de les activitats a l'aire lliure, com ara acampades, excursions, rutes i activitats d'aventura. A través d'aquestes activitats, els infants i joves poden desenvolupar la seva creativitat, la seva capacitat per treballar en equip i la seva capacitat per prendre decisions.
La "Natura" també té una dimensió educativa, ja que ofereix als infants i joves una oportunitat per aprendre sobre els diferents ecosistemes i les seves característiques. A través d'aquesta educació ambiental, els infants i joves poden adquirir coneixements i habilitats per protegir i preservar el medi ambient, i així, contribuir a construir un món més sostenible.

### Suport del adults
A Catalunya, els i les Caps, paraula que utilitzem a l’escoltisme per anomenar les educadores, perceben infants i joves com a subjectes actius del seu desenvolupament individual i col·lectiu. Per això no transmeten sinó que faciliten espais per descobrir i aprendre.
Les caps són joves adults que observen el grup, plantegen objectius i planifiquen un programa per assolir-los. Acompanyen infants i joves perquè participin a partir dels seus interessos, donant suport a les seves iniciatives, guiant i buscant aquell camí més complet.
El suport dels i les caps també es fonamenta en la idea que l'educació no només es duu a terme a l'escola, sinó que és una responsabilitat compartida entre les famílies, la comunitat i les organitzacions juvenils com ara l'escoltisme. Així, els i les caps que participen en el moviment escolta poden ajudar a establir ponts amb altres agents educatius i a promoure l'educació com a eina per al desenvolupament personal dels infants i joves.
A diferència d'altres part del món, a Catalunya, malgrat que no hi ha cap imposició d'edat, els i les caps són persones adultes normalment menys de 30 anys.

### Implicació a la comunitat
A través d'aquest element del mètode, infants i joves són animats a explorar i comprometre's activament amb l'entorn local i el món més ampli que els envolta, fomentant així una millor comprensió i apreciació entre les persones.
La implicació en la comunitat és un element important del mètode escolta perquè promou el desenvolupament d'una consciència social i una responsabilitat cívica en infats i joves. A través de l'exploració activa de la seva comunitat i del món que els envolta, els joves aprenen a comprendre millor les necessitats i les problemàtiques dels altres, i així poden desenvolupar una actitud proactiva per a resoldre aquests problemes.
Així mateix, la implicació en la comunitat també ajuda als infants i joves a adquirir habilitats socials. A través de la seva participació en projectes comunitaris, infants i joves també poden adquirir una sensació de pertinença i d'identitat, que pot ser molt positiva per al seu benestar emocional.